# Archidendron palauense
Archidendron palauense är en ärtväxtart som först beskrevs av Ryozo Kanehira, och fick sitt nu gällande namn av Ivan Christian Nielsen. Archidendron palauense ingår i släktet Archidendron och familjen ärtväxter. Inga underarter finns listade i Catalogue of Life.